# 中華人民共和國第三屆運動會台灣省代表團
中華人民共和國第三屆運動會台灣省代表團是台灣籍體育相關人士首次組織台灣省體育代表團參加中華人民共和國全國運動會，第三屆全國運動會台灣省代表團的籌組過程中台灣民主自治同盟發揮了積極作用，並動員了各地盟組織。代表團全團總計336人，其中運動員223人，成員來自中國大陸各省市自治區、港澳地區，以及日本、美國、巴西、瑞士等地，受到兩岸分治的影響，並沒有台灣本地人士參賽，該屆賽事台灣省代表團參加了棒球、籃球、排球、田徑、游泳、射擊、體操等16項賽事。

## 籌組代表團
1975年2月15日，第三屆全國運動會籌備委員會向台灣籍體育相關人士發出通知，歡迎台灣籍同胞和旅居海外的台胞組建台灣省體育代表團參加第三屆全國運動會。到了3月，台灣省體育代表團籌備處在北京成立，並由時任中共中央委員、第三屆全國運動會籌備委員會委員蔡嘯擔任籌備處負責人。
籌組代表團時，中國大陸透過福建前線廣播電臺《閩南話》節目，播出了四川省峨眉水泥廠調度員、臺胞張華軍的署名文章《歡迎你，我們的骨肉同胞！》，廣播稱「同胞們，第三屆全國運動會召開的日子就要來臨了。我和祖國大陸人民一樣，殷切地期望有一支由我們臺灣省體育工作者和運動員所組成的體育代表團，邁著雄赳赳的步伐，在運動員進行曲的樂曲聲中，走在我們偉大的首都北京的體育場上，幸福地接受黨和國家領導人的親切檢閱。他們將受到全國各族人民的熱烈歡迎；他們不管走到哪裡都將聽到：歡迎你，我們的骨肉同胞！」呼籲台灣本地人士參賽，此外台灣民主自治同盟也積極投入代表團的組建，台盟動員各地盟組織加入了服務代表團的工作之中，其中亦有盟員出任領隊。

## 出賽
台灣省代表團全團總計336人，其中運動員223人，成員來自中國大陸各省市自治區、港澳地區，以及日本、美國、巴西、瑞士等地，受到兩岸分治的影響，並沒有台灣本地人士參賽，該屆賽事台灣省代表團參加了棒球、籃球、排球、田徑、游泳、射擊、體操等16項賽事，在棒球項目中台灣隊取得第五名的成績。代表團團長是蔡嘯，代表團副團長分別是來自日本、美國的黄文钦和黄于燕，入場式的旗手是男籃代表林占峰，護旗手是女籃代表朱海倫。

## 紀念
2015年12月28日，中華全國台灣同胞聯誼會及北京市台灣同胞聯誼會於北京主辦纪念台湾省体育代表团参加第三届全国运动会40周年座谈会，會中當年台灣省代表團團員各自發表了當年的回憶，包括桌球代表、霧峰林家林正亨之子林為民稱：“最难忘的是两岸运动员团结友爱，赛场内外充满亲人团聚、共叙友情的气氛。观众为我们热烈鼓掌、呐喊加油，让我深刻体会到海峡两岸同胞骨肉相连、血浓于水的深厚情谊。”而棒球代表、中國國家壘球隊冠軍教練李敏寬稱：“我上大学三年级的时候，经过层层选拔，代表北京参加了第一届全运会。没想到时隔16年，能以台湾人的身份站在全运会赛场上。在近半年的集训中，我深深感受到了身为台湾人的自尊。”還有田徑代表、北京市台聯副會長鄭大說當時是台胞首次參加全國性體育賽事，所以“全运会结束后，台胞的待遇更加受到了各地方、单位的重视”。